# Кршка вас (Иванчна Горица)
Кршка вас (словен. Krška vas) је насељено место у општини Иванчна Горица, Средњесловенска регија, Словенија.

## Историја
До територијалне реорганизације у Словенији била је у саставу старе општине Гросупље.

## Становништво
У попису становништва из 2011. године, Кршка вас је имала 137 становника.
| Број становника према пописима | Број становника према пописима | Број становника према пописима |
| ------------------------------ | ------------------------------ | ------------------------------ |
| 1991                           | 2002                           | 2011                           |
| 136                            | 133                            | 137                            |